# Sam Neua
Sam Neua est la capitale de la province de Houaphan, dans le nord-est du Laos. En 2002, elle comptait 46 800 habitants, principalement Laos, Vietnamiens et Hmongs, avec quelques Thaï Dam, Thaï Deng et Thaï Lu.

## Tourisme
Sam Neua est une des capitales provinciales les moins visitées par les touristes, bien qu'elle soit reliée à Vientiane par la compagnie aérienne Lao Skyway (en). Elle possède plusieurs guesthouses.

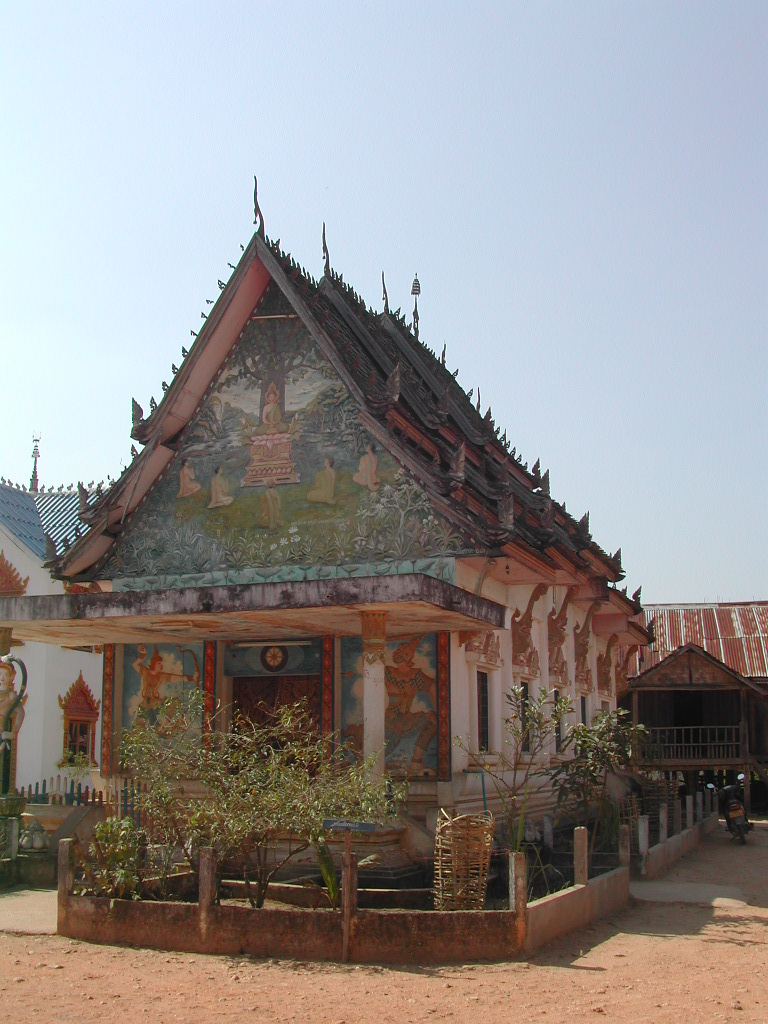
Le Wat Pho Xai à Sam Neua.

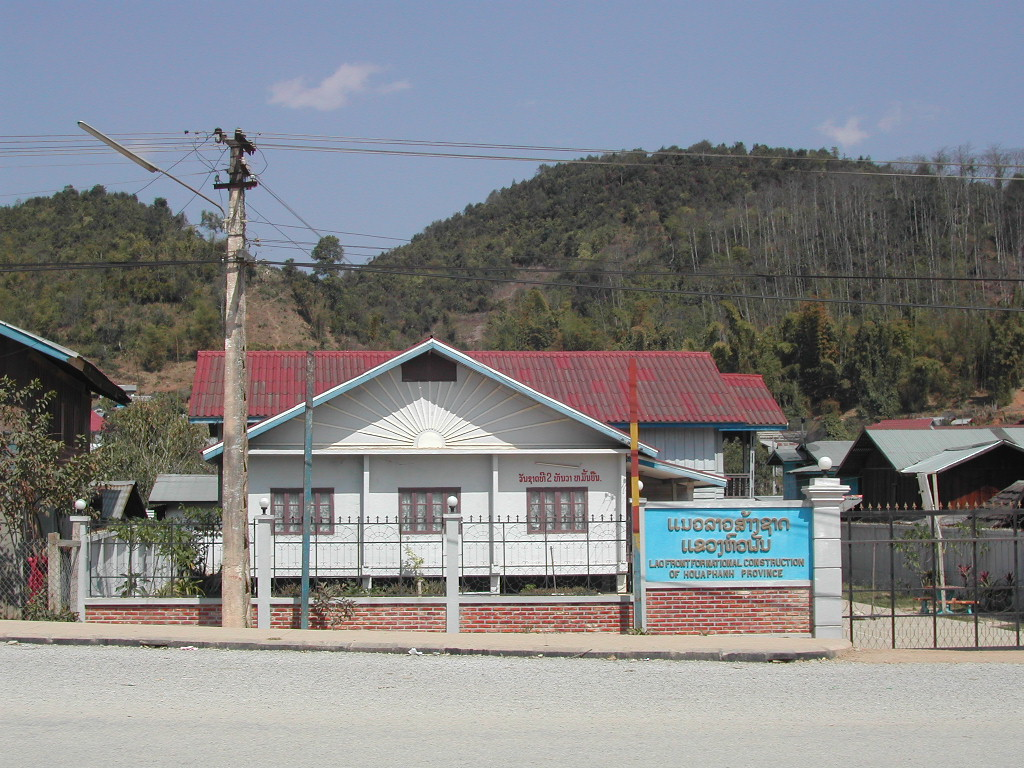
Siège local du Front Lao pour la Construction nationale.

## Histoire
Lors de la signature des accords de Genève (1954), il a été convenu que le Pathet Lao pouvait conserver les territoires conquis sur l'Armée Nationale Lao. Or dans la province de Sam Neua, les troupes communistes possèdent de nombreux territoires encerclant quelquefois des villages encore sous contrôle de l'Armée Royale. Pour surveiller le cessez-le-feu, il a été créé une Commission Internationale de contrôle (CIC) comprenant des représentants indiens, canadiens et polonais. Cette commission a siégé dans la ville de Sam Neua de 1955 à 1958.
La France, bien implantée dans le pays, a été chargée de la logistique (transport et ravitaillement) de cette commission. Un hélicoptère lourd avec un équipage français a été détaché dans ce but et mis à la disposition de la Commission pour ses déplacements et enquêtes dans la province.

## Divers
Selon certaines sources, un camp de rééducation se trouverait à proximité de Sam Neua.